# Baie Notre-Dame
La baie Notre-Dame, (en anglais : Notre-Dame Bay) est une baie naturelle située sur la côte nord de l'île de Terre-Neuve dans la province canadienne de Terre-Neuve-et-Labrador.

## Géographie
La baie Notre-Dame est une vaste baie située au nord de l'île de Terre-Neuve. Elle couvre une superficie de 6000 km². Elle s'ouvre largement sur l'océan Atlantique entre la pointe de LaScie à l'ouest et l'île de Fogo à l'est. La baie Notre-Dame est constituée par de nombreuses baies plus petites, notamment la baie des Exploits. Elle est également couverte de nombreuses îles et îlots dont les îles Toulinguet et l'île des Exploits. Les villes principales sont Lewisporte et Twillingate.

## Histoire
Les Amérindiens de la Nation Béothuk vivaient autour de cette baie, bien avant l'arrivée des Européens. 
La baie doit son nom aux premiers marins-pêcheurs de morues portugais, normands, basques et bretons qui naviguaient dans les parages de l'île de Terre-Neuve dès le Moyen Âge.
En 1810-1811, une expédition menée par le navigateur David Buchan a abordé cette baie à la rencontre de la population Béothuk.

## Biodiversité
La baie Notre-Dame voit chaque année, les saumons de l'Atlantique arriver dans ses eaux pour remonter la rivière des Exploits, pour atteindre les frayères au moyen d'échelle à poissons.